# Iráizoz
Iráizoz (en euskera: Iraizotz y oficialmente) es una localidad española y un concejo de la Comunidad Foral de Navarra perteneciente al municipio de Ulzama. Está situado en la Merindad de Pamplona, en la Comarca de Ultzamaldea. Su población en 2018 fue de 261 habitantes.

## Geografía física
El término concejil de Iráizoz ocupa una superficie de 640,44 ha; con una forma de V, con el núcleo histórico situado en una posición central cerca del vértice del ángulo que forman los dos lados de la V. El concejo limita al norte con Alcoz, que queda abrazado por los dos lados de la V que se extienden hasta los comunales municipales Mortua; siguiendo el sentido de las agujas del reloj, limita al este con Arraiz, Locen y Elso; al sur con Elso y Cenoz y al oeste con Lizaso.
El río Ulzama atraviesa el sur del término concejil; la topografía es relativamente suave: el núcleo histórico se sitúa en una suave pendiente con el centro a 548 m s. n. m.; los lados de la V ascienden hacia Mortua, alcanzando los 730 m s. n. m. el lado oeste y 600 el lado este; en el extremo sudeste del término concejil se encuentra la monte Arañotz con una altitud de 840 m s. n. m.
Todo el término concejil de Iraizotz queda incluido en la Zona de Especial Conservación (ZEC) Robledales de Ultzama y Basaburua (lugar de importancia comunitaria ES2200043),  en el están presentes áreas de robledales encarchadizos en el fondo del valle (Crataego laevigatae-Quercetum roboris) y robledales acidófilos de ladera (Hyperico pulchri-Quercetum roboris), superficies de las series de robledal roturadas en las últimas décadas que contienen una parte significativa de prados y praderas. Toda esta ZEC ha sido declarada como Paisaje Protegido, el Decreto Foral que formula estas declaraciones ha aprobado el correspondiente Plan de Gestión.

## Datos históricos
La primera referencia documental sobre Iraizoz aparece en el libro del rediezmo de 1268, bajo el epígrafe de Hutçama. También se recoge esta población del libro de monedaje de la Merindad de la Montaña de 1350; lo mismo sucede en los libros de fuegos de 1366 y 1553. En documentación fechada en 1847 se menciona Iraizoz con ayuntamiento propio, aunque a veces se reunió junto con el Ayuntamiento General del Valle de Ulzama. La reforma municipal del siglo XIX lo incorporó al municipio de Ulzama, quedando constituido como un concejo. En 1823 Miguel Tomás de Aristegui, fundó -con un capital de 158.000 pesetas- una maestría que daba enseñanza primaria gratuita a los niños del pueblo y los de Alcoz y Arraiz; cuando esa escuela pasó a ser financiada por la Diputación de Navarra, con las rentas se daban clases de labor corte y confección.
En 1827 se levantó la iglesia parroquial de San Martín de Tours; se conservan varias casonas del siglo XVIII, tal como indican las inscripciones de sus fachadas; y una casa-torre gótica; en 1840 había 35 casas.
Junto a la cima del Arañotz, en la muga con Elso  se encuentra la ermita de Santa Lucía, un edificio de planta rectangular muy alargado, con construcción de carácter rural. La imagen de la titular es una talla realizada en 1886 por Pedro María Eguaras, de Pamplona.

## Demografía
| Edad (años) | Total | Varones | mujeres |
| menos de 7  | 49    | 22      | 27      |
| 7 a 16      | 36    | 19      | 17      |
| 16 a 25     | 54    | 26      | 28      |
| 25 a 40     | 62    | 29      | 33      |
| 40 a 50     | 17    | 9       | 8       |
| más de 50   | 35    | 20      | 15      |
| Total       | 253   | 125     | 128     |

En 1768, bajo la dirección del Conde de Aranda, se llevó a cabo el primer censo general de todo el Reino, considerado el primer censo moderno realizado en Europa; en él se contabilizaron en Iráizoz 202 habitantes. En 1787 el Conde de Floridablanca dirigió un nuevo censo, en el que la recogida de datos fue especialmente sistemática y completa: en la tabla que se incluye al margen se recogen los datos de Iráizoz; la población de Iráizoz en 1787 era de 253 y la de conjunto del valle, 1835; por tanto la población de Iráizoz suponía el 13,78% de la de todo el valle.
Una población que, como puede verse en la tabla que sigue, ha aumentado ligeramente en la actualidad:
| Entidades de población              | 2000   | 2002   | 2004   | 2006   | 2008   | 2010   | 2012   | 2014   | 2016   | 2018   |
| Iráizoz                             | 223    | 227    | 230    | 247    | 248    | 251    | 245    | 251    | 260    | 261    |
| ULZAMA                              | 1606   | 1606   | 1608   | 1656   | 1651   | 1694   | 1698   | 1668   | 1667   | 1655   |
| % población Iráizoz respecto ULZAMA | 13,82% | 14,13% | 14,30% | 15,21% | 15,02% | 14,82% | 14,43% | 15,05% | 15,60% | 15,77% |

## Núcleo urbano
El núcleo histórico de Iraizotz se sitúa, en un punto central dentro del valle de Ulzama, en un terreno en llano, en la ribera izquierda del río Ulzama; se organiza sobre la calle San Martín que sigue sensiblemente una dirección este-oeste; el inicio de la calle al oeste es bastante amplia, a modo de plaza, donde se sitúa una fuente; la calle se va estrechano suavemente en la medida que se avanza por ella hacia el este; donde sobre un altozado se sitúa la iglesia parroquial de San Martín. Esta calle queda interrumpida en su lado oeste por la carretera NA-4230 que la une hacia el norte con Alcoz y hacia el sur con Cenoz; aunque poco después de salir del núcleo urbano de esa misma carretera sale la NA-4161 que conecta con Larrainzar, capital del valle de Ulzama.
La carretera NA-4230, tras atravesar Alcoz, vuelve a entrar en el término concejil de Iráizoz dirigiéndose hacia Arraiz; al sur de ese tramo de carretera se sitúa el polígono industrial de Elordi. Al inicio de la carreera NA-4162, en el lado norte, existen un par de urbanizaciones de viviendas unifamiliares, que reciben el nombre de Amati y Ulzama. 
|  |  |